# 理查德·格伦伯格
理查德·格伦伯格（Richard Grunberger，1924年3月7日—2005年2月15日）是一位专门研究納粹德國的英国历史学家，其在政治上支持社會民主主義。
理查德·格伦伯格出生於奥地利维也纳，父母是犹太人。理查德·格伦伯格是難民兒童運動的救助對象，1938年他乘坐火車离开维也纳。他最初被安置在英格兰洛斯托夫特的一个难民营中。後來他与伦敦西区一个犹太裁缝住在一起。之後他又前往伦敦大学伯贝克学院與伦敦国王学院學習。 
1971年，他的著作《第三帝国的社会史》由 Weidenfeld & Nicolson出版。此后該書籍已成为在学校研究纳粹德国社会史的重要教材。 

## 著作
- A Social History of the Third Reich
- Germany 1918–1945
- Hitler's S.S.
- Red Rising in Bavaria